# Jaish-e-Mohammad
Jaish-e-Mohammad (urdu: جيش محمد, letteralmente l'esercito di Maometto) è un gruppo terrorista islamista Deobandi del Pakistan ed attivo nella regione contesa del Kashmir. L'obiettivo principale del gruppo è separare il territorio di Jammu e Kashmir dall'India e fonderlo con il Pakistan.
Dalla sua nascita nel 2000, il gruppo ha compiuto diversi attacchi terroristici contro obiettivi civili, economici e militari in India. Ritrae il Kashmir come una "porta" per l'intera India, i cui musulmani ritiene abbiano bisogno di essere liberati. Mantiene strette relazioni con i talebani, Al-Qaida, Lashkar-e Taiba, Hizbul Mujahidin, Harkat ul-Mujahidin, Ansar Ghazwat-ul-Hind, Indian Mujahidin e continua ad essere alleato con loro.
Il suo leader è ritenuto Massud Azar, responsabile dell'organizzazione degli attentati terroristici a Mumbai del 2011 (tre attacchi coordinati che provocarono 26 morti e 130 feriti) e di un attentato che nel febbraio 2011 in Kashmir ha ucciso quaranta poliziotti indiani.
Il gruppo opera con la sponsorizzazione e la copertura politica della Inter-Services Intelligence pakistana, l'intelligence militare, e viene utilizzato per compiere attentati contro indiani, forze occidentali in Afghanistan o altri posti sensibili senza compromettere le forze armate o il governo pakistani.